# Cainan Wiebe
Cainan Wiebe (Brit Columbia, 1995. augusztus 27.) kanadai származású színész.

## Élete és pályafutása
Cainan gyermekkorában szülei művészeti iskolát nyitottak, ahol fiuk is részt vett a tánc, zene és színházi órákon egyaránt. Karrierje kezdetén rádióban, színpadon és televízióban egyaránt feltűnt, első reklámfilmjében hétévesen a Got Milk? reklámsorozat egyik reklámarca volt. Innentől olyan televíziós és mozi filmekben kapott már szerepeket, mint az Odaát, a Haláli hullák, a Sanctuary – Génrejtek vagy a 4400 című sorozatok, vagy a 2010-es Alkonyat – Napfogyatkozás című film.

## Filmjei
- The Boy Who Cried Werewolf (2010)
- 16 kívánság (2010)
- Diary of a Wimpy Kid (2010)
- Beyond Sherwood Forest (2009)
- Dinosaur Train (2009)
- Vízimentők (2009) 1 epizód
- Mr. Troop Mom (2009)
- Odaát (2006, 2008, 2009) 3 epizód
- Sanctuary – Génrejtek (2008) 2 epizód
- A Pickle (2008)
- Robson Arms (2008) 1 epizód
- Snow Buddies (2008)
- Sanctuary – Génrejtek (webepizódok) (2007) 4 epizód
- Psych – Dilis detektívek (2007) 1 epizód
- Tin Man (2007) 3 epizód
- Whisper (2007)
- The Sandlot: Heading Home (2007)
- A Horror Mesterei (2007) 1 epizód
- Bratz (2007) 1 epizód
- Fekete karácsony (2006)
- Nagypályás kiskutyák (2006)
- 4400 (2006) 1 epizód
- Haláli hullák (2006) 1 epizód

## Díjak, jelölések
Cainan Wiebét 2008 és 2010 között hat alakításáért jelölték Young Artist Awardra (Sanctuary – Génrejtek, Odaát, Dinosaur Train), melyek egyikéért, az A Pickle című filmben játszott szerepéért 2009-ben meg is nyerte azt.